# Incastro (meccanica)
Un incastro, nella meccanica ed in particolare in uno spazio a due dimensioni, è un vincolo di tipo triplo, che impone tre equazioni di vincolo ed elimina tutti e tre i gradi di libertà: la rotazione attorno all'asse d'incastro e la traslazione lungo la normale al piano d'incastro (y) e al piano d'incastro stesso (x). 
In uno spazio a tre dimensioni, allora l'incastro eliminerà sei gradi di libertà. Inoltre il centro di rotazione assoluta non esiste, perché questo vincolo annulla ogni tipo di spostamento. Per determinare le reazioni vincolari, si usano le tre equazioni della statica. Teoricamente, una trave, insieme ad altri elementi costruttivi, dovrebbe costituire un sistema isostatico (Isostaticità), cioè in equilibrio.

## Equazioni statiche
ΣFx=0
ΣFy=0
ΣMz=0
ΣFx, costituisce la sommatoria di tutte le forze orizzontali, ΣFy costituisce la sommatoria di tutte le forze verticali, mentre ΣMz, costituisce la sommatoria di tutti i momenti